# 巴塔哥尼亞沙漠

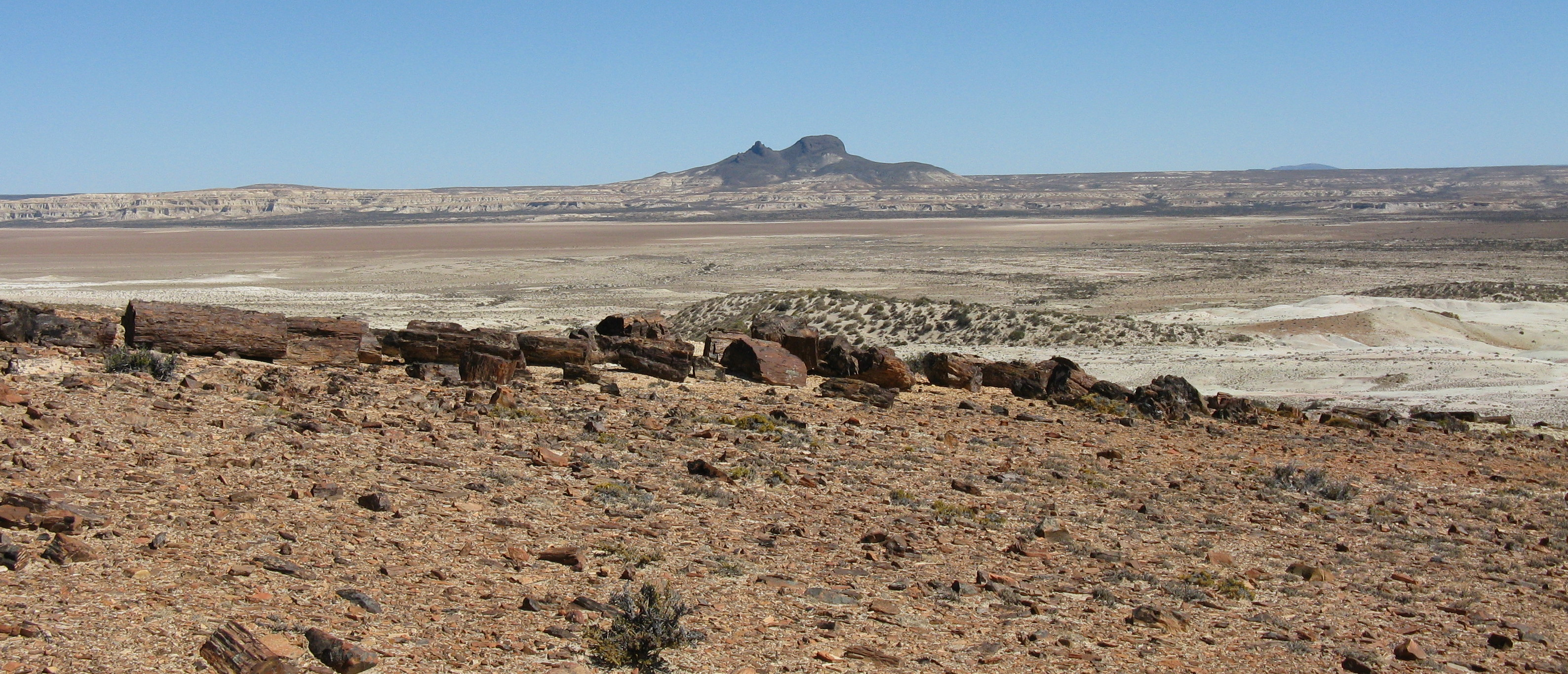
貧瘠的巴塔哥尼亞沙漠

巴塔哥尼亞荒漠（西班牙語：Patagonia extraandina），也被稱為巴塔哥尼亞草原，是阿根廷最大的荒漠，亦為世界第七大荒漠，佔地673000平方公里。其沙漠主要位於阿根廷，智利南部，西側以安地斯山脈為界，東側以接鄰大西洋，南部有許多如峽灣的冰河地形。
巴塔哥尼亞大部分地區為荒漠，因受福克蘭寒流的影響，氣候寒冷乾燥，愈往沙漠南部，氣候雨量呈帶狀降低，年雨量平均介於90-450毫米之間，年均溫在攝氏6-20度。但因當地雨量不多，加上大部分的河流屬於間歇河，於是沙漠中央的主要植披為草原，而沙漠的西部降水量較高，灌木就取代草本為主要植物。
目前居住在此的人，有19世紀西班牙殖民時期遷移到此以狩獵採集維生的馬普切人，並以飼養羊和馬作為主要經濟來源。

## 位置與形成因素
巴塔哥尼亞荒漠，位於阿根廷南部，北起南緯36°的科羅拉多河，南至麥哲倫海峽、火地島，西緣安地斯山，東臨大西洋。面積約為673000平方公里，占阿國領土的28％，擴及阿國四省和火地島。
巴塔哥尼亞地處溫帶，但由於位居安地斯山脈的背西風坡上，而造成雨影效應，受焚風效應影響，造成降水稀少，再加上福克蘭寒流造成周圍氣壓偏高，氣候寒冷乾燥，愈往南部愈寒冷且雨量愈少，因而大多地區形成荒漠。